# São Nicolau (Lissabon)
São Nicolau ist eine Gemeinde (Freguesia) im portugiesischen Kreis Lissabon.

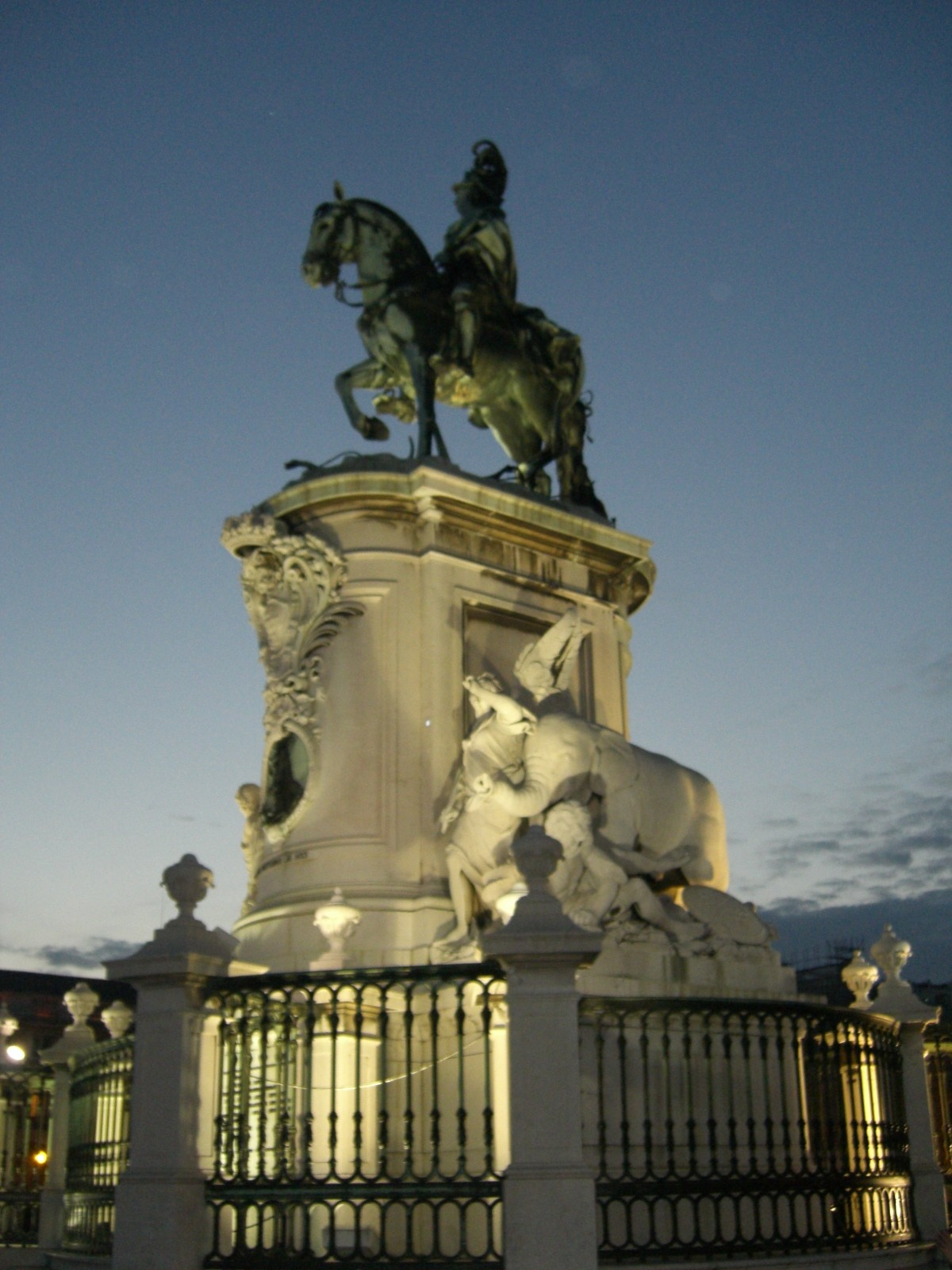
Statue Joseph I. von Portugal am Praça do Comércio

 In ihr leben 1500 Einwohner (Stand 30. Juni 2011).